# Ole Stavad

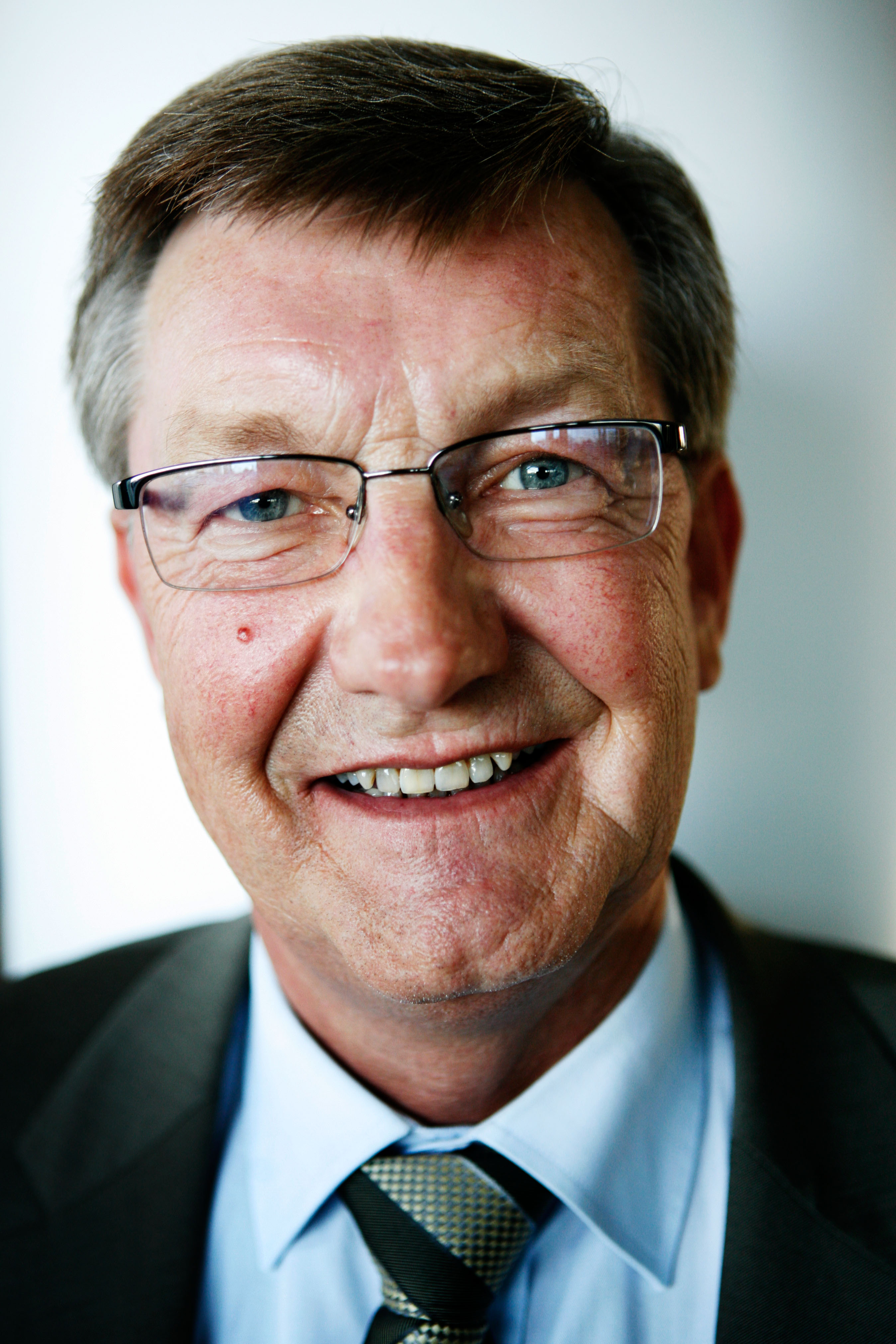
Ole Stavad (2005)

Ole Stavad (* 1. Juni 1949 in Ejersted, Saltum Sogn, Jammerbugt Kommune) ist ein dänischer Politiker der Socialdemokraterne, der 27 Jahre lang Mitglied des Folketing sowie Steuerminister und kurzzeitig Industrieminister war.

## Leben

### Berufliche Laufbahn und Abgeordneter
Stavad absolvierte nach der Ausbildung an der Saltum Centralskole von 1965 bis 1968 eine Berufsausbildung als kaufmännischer Angestellter und war danach als Mitarbeiter in einer Sparkasse tätig. Er erwarb 1973 einen Abschluss als Diplom-Kaufmann (Merkonom i Finansiering) an der Handelshochschule in Aalborg (Aalborg Handelsskole). Im Anschluss war er zwischen 1973 und 1979 als Sparkassen-Manager der Han Herreders Sparekasse in Brovst Kommune und danach seit 1979 als Bankmanager bei Nordea A/S tätig.
Sein politisches Engagement begann Stavad, als er 1977 Mitglied des Hauptvorstandes der Socialdemokraterne wurde und diesem bis 1981 angehörte. 1980 wurde er im Wahlkreis Nordjyllands Amtskreds als Kandidat der Sozialdemokraten erstmals zum Mitglied des Folketing gewählt und gehörte diesem bis zur Folketingswahl am 13. November 2007 an. Während seiner Parlamentszugehörigkeit fungierte er von 1985 bis 1990 als Vorsitzender des Ausschusses für Steuern und Abgaben (Skatte- og Afgiftsudvalg) sowie anschließend bis 1992 Vorsitzender des Politisch-Ökonomischen Ausschusses (Politisk-Økonomiske Udvalg). Zwischenzeitlich fungierte er von 1987 bis 1990 auch als steuerpolitischer Sprecher der sozialdemokratischen Fraktion und übernahm dieses Amt erneut von 1992 bis 1993. Zugleich war er zwischen 1992 und 1993 auch Sprecher der Fraktion für Finanzpolitik.

### Steuer- und Industrieminister
Am 25. Januar 1993 wurde er von Ministerpräsident Poul Nyrup Rasmussen zum Steuerminister (Skatteminister) in dessen erste Regierung berufen und bekleidete dieses Amt auch in dessen zweiter Regierung bis zu seiner Ablösung durch Carsten Koch am 1. November 1994.
Stavad, der zwischen 1995 und 2000 Vize-Vorsitzender der Socialdemokraterne war, fungierte 1995 kurzzeitig als Vorsitzender des Wirtschaftsausschusses des Nordischen Rates und war danach zwischen 1995 und 1998 Vorsitzender von dessen Europaausschuss.
Er wurde von Ministerpräsident Poul Nyrup Rasmussen am 23. März 1998 in dessen vierter Regierung zum Steuerminister berufen. Im Rahmen einer Kabinettsumbildung löste er dann am 21. Dezember 2000 Pia Gjellerup als Industrieminister (Erhvervsminister) ab, während Frode Sørensen sein Nachfolger als Steuerminister wurde. Das Amt des Industrieministers bekleidete er bis zum Ende von Rasmussens Amtszeit am 27. November 2001.
Nach der Folketingswahl vom 20. November 2001 wurde er Sprecher der sozialdemokratischen Fraktion für Kommunalpolitik und blieb in dieser Funktion bis 2005. 2007 übernahm er dieses Amt kurzzeitig erneut, bis er bei der Folketingswahl 2007 nicht erneut zum Abgeordneten gewählt wurde.
Daneben war er zwischen 2001 und 2007 Vorsitzender der dänischen Delegation beim Nordischen Rat sowie 2006 Ratspräsident des Nordischen Rates.